# Чатыр-Кёль
Чатыр-Кёль (Чатыркёль; кирг. Чатыр-Көл — «небесное озеро») — бессточное озеро в Внутреннем Тянь-Шане, Кыргызстан. Лежит в наиболее низкой части Чатыр-Кульской впадины рядом с Торугартским перевалом, ведущим в Китай. К югу от озера находится КПП «Торугарт-автодорожный».

## Физико-географические особенности
Озеро лежит в тектонической впадине, расположенной между хребтами Атбаши и Торугарт-Тоо на высоте 3530 метров над уровнем моря. Площадь зеркала составляет 161,1 км², максимальная глубина — 16,5 м, а объём воды — 610 млн м³. Рельеф представляет собой слабо расчлененную озерно-речную аккумулятивную равнину. В юго-восточной части озера берега в основном болотистые, а на севере — скалистые. Климат Чатыр-Кульской впадины резко континентальный. Средняя годовая температура воздуха — отрицательная (−5,6 °C), с минимальными температурами зимой до −50 °C. Максимальная температура летом составляет +24 °C. Среднее количество осадков невелико 208—269 мм, из них 80—90 % выпадает летом.

## Охрана природы
Озеро Чатыр-Кёль входит в состав Каратал-Жапырыкского государственного заповедника. Так же, его территория, в составе заповедника, была признана водно-болотными угодьями, имеющими международное значение в соответствии с Рамсарской конвенцией. Озеро — безрыбное, хотя в водотоках, впадающих в него, водится один аборигенный вид.